# Ctenus fernandae
Ctenus fernandae este o specie de păianjeni din genul Ctenus, familia Ctenidae, descrisă de Antonio D. Brescovit și Simó în anul 2007. Conform Catalogue of Life specia Ctenus fernandae nu are subspecii cunoscute.